# Čitluk (miasto Kruševac)
Čitluk (cyr. Читлук) – wieś w Serbii, w okręgu rasińskim, w mieście Kruševac. W 2011 roku liczyła 3114 mieszkańców.